# Myrtina smithi
Myrtina smithi is een tweekleppigensoort uit de familie van de Lucinidae. De wetenschappelijke naam van de soort werd in 2015 voor het eerst geldig gepubliceerd door M. Huber.